# Van Gent (månkrater)
Van Gent är en 44 kilometer stor nedslagskrater på månens baksida. Van Gent har fått sitt namn efter den holländske astronomen Hendrik van Gent.

## Satellitkratrar
| Van Gent | Latitud | Longitud | Diameter |
| -------- | ------- | -------- | -------- |
| D        | 16.3° N | 161.7° Ö | 35 km    |
| N        | 13.5° N | 160.0° Ö | 32 km    |
| P        | 12.6° N | 159.4° Ö | 47 km    |
| T        | 15.5° N | 157.2° Ö | 16 km    |
| U        | 17.0° N | 157.1° Ö | 20 km    |
| X        | 16.4° N | 159.7° Ö | 38 km    |